# کلدول (کانزاس)
کلدول (به انگلیسی: Caldwell) شهری در ایالت کانزاس کشور ایالات متحده آمریکا است که جمعیت آن در سرشماری سال ۲۰۱۰ میلادی، ۱٬۰۶۸ نفر بوده‌است.